# Ixora tibetana
Ixora tibetana är en måreväxtart som beskrevs av Cornelis Eliza Bertus Bremekamp. Ixora tibetana ingår i släktet Ixora och familjen måreväxter. Inga underarter finns listade i Catalogue of Life.